# Cessió mexicana

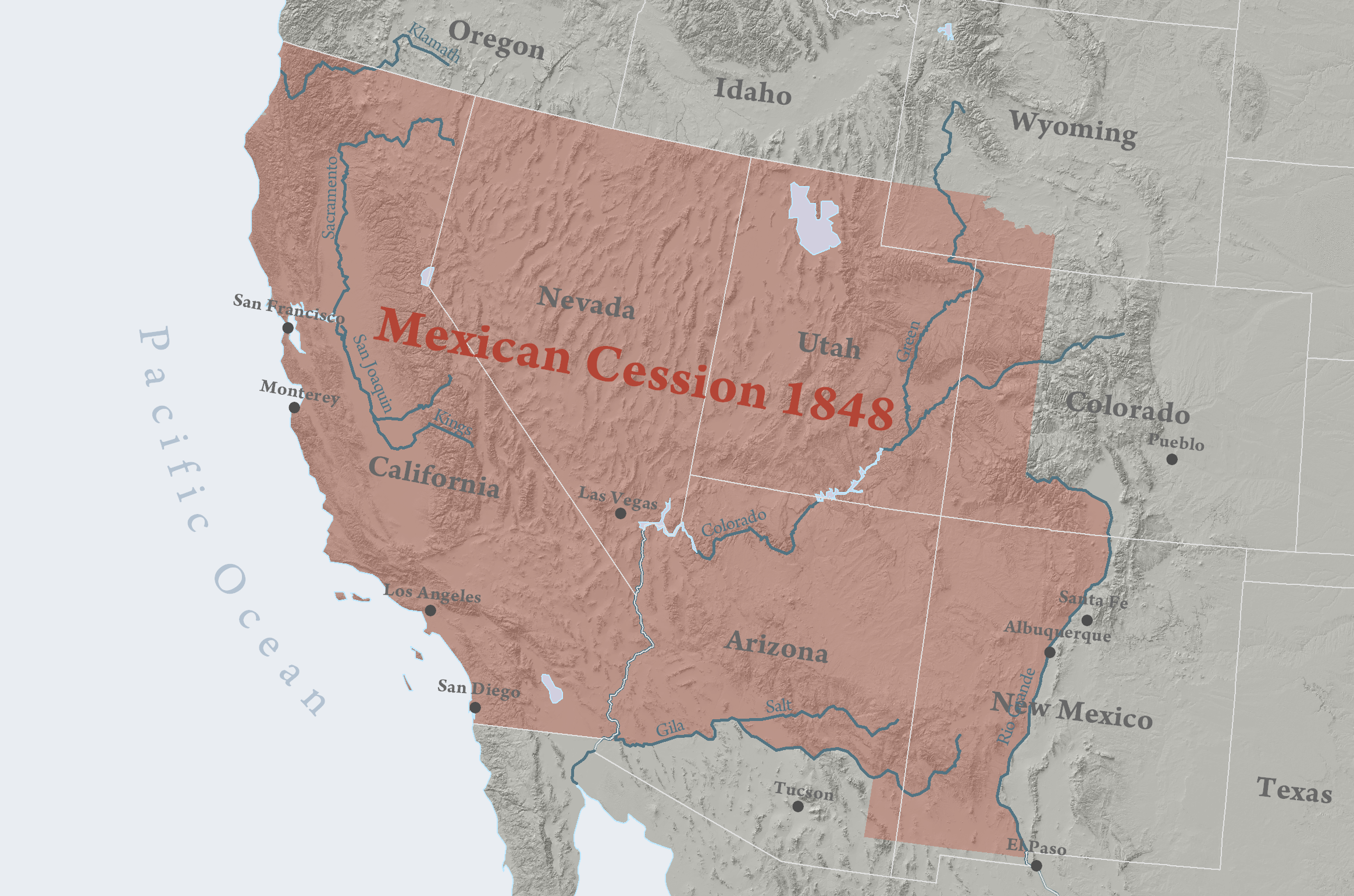
Àrea de Mèxic cedida als Estats Units en 1848, menys la reivindicació de Texas. La cessió mexicana consisteix en els actuals estats de Califòrnia, Nevada, Utah, la major part d'Arizona, meitat de Nou Mèxic, menys de la meitat de Colorado, menys de la meitat del sud-oest de Wyoming.

En roig els territoris cedits.
En taronja els territoris de la Compra de Gadsden (1853).

La cessió mexicana o territoris perduts per Mèxic són els territoris que Mèxic va ser forçat a cedir als Estats Units al nord del Riu Grande per posar fi a l'ocupació militar del país entre 1846 i 1848, a conseqüència de la guerra d'Intervenció nord-americana. Aquesta cessió es va formalitzar per mitjà del Tractat de Guadalupe Hidalgo, signat en la població del mateix nom el 2 de febrer de 1848. La cessió d'aquestes terres va ser una condició per al final de la guerra, quan les tropes dels Estats Units van ocupar Ciutat de Mèxic. Els Estats Units van pagar 15.000.000 de dòlars (298.310.309 dòlars de 2005) com a indemnització, que era la meitat del que havien ofert amb intencions de comprar-la abans de la guerra. La terra traspassada per Mèxic era d'1,36 kilòmetres quadrats, el 14,9% de l'àrea total del territori dels Estats Units actual i el 119% del territori actual de Mèxic.

## Extensió
Durant els 38 anys entre 1810, quan Mèxic va declarar la seva independència d'Espanya (o a partir de 1821, quan la independència mexicana va ser assegurada), i 1848, la regió havia format aproximadament el 55% del país de Mèxic; abans d'això, això havia estat una part de la colònia espanyola de Nova Espanya durant aproximadament tres segles.
Començant a principis del segle disset, una cadena de missions espanyoles i establiments es va estendre a la Nova regió de Mèxic, sobretot seguint el curs del riu Bravo des de l'àrea de El Paso fins a Santa Fe, que era una capital colonial sota domini espanyol, i que és ara la capital de l'estat nord-americà de Nou Mèxic. L'establiment espanyol i el treball de missioners van seguir el curs del riu Colorado cap al nord de la seva boca al llarg de la frontera actual entre Califòrnia i Arizona. Començant a la fi del segle divuit, Espanya hi havia també construït un sistema de fortaleses i missions a tot arreu d'Alta Califòrnia (ara meitat del sud de l'estat nord-americà de Califòrnia), de San Diego a San Francisco.

Un mapa de Mèxic, 1835-1846 amb els moviments separatistes assenyalats.

La regió inclou la totalitat dels actuals estats de Califòrnia, Nevada, i Utah, així com parts de:
- Arizona excloent la regió més tard annexada en la Venta de la Mesilla.
- Colorado a l'oest del límit de l'antiga República de Texas.
- Nou Mèxic a l'oest del riu Gran i excloent la Venta de la Mesilla.
- Wyoming a l'oest de la frontera de l'antiga República de Texas i al sud del paral·lel 42.
- Oklahoma i Kansas la part que fa frontera amb el Nord de l'antiga República de Texas

La major part de la superfície i població estaven a l'est del Riu Grande en la terra que havia estat reclamada per la República de Texas des de 1835 però mai controlada o fins i tot aproximada des de l'expedició Texas Santa Fe. Mèxic va controlar el territori conegut més endavant com la Cessió Mexicana amb una considerable autonomia local marcada per diverses revoltes i poques tropes enviades des del centre de Mèxic, en el període 1821-22 després d'independitzar-se d'Espanya fins al 1846 quan les forces militars dels Estats Units van prendre el control de Califòrnia i Nou Mèxic en l'esclat de la Guerra Mèxicano-Americana. El límit nord del paral·lel 42 nord va ser establert pel Tractat Adams-Onís signat pels EUA i Espanya en 1821 i ratificat per Mèxic en 1831. El límit oriental de la cessió mexicana va ser l'afirmació de Texas al Riu Bravo i s'estén cap al nord des de les naixents del Riu Grande, que no corresponen als límits territorials mexicanes. El límit sud va ser establert pel Tractat de Guadalupe Hidalgo, que va seguir les fronteres mexicanes entre l'Alta Califòrnia (al nord) i Baixa Califòrnia i Sonora (al sud).

## Guerra i tractat
La cessió d'aquest territori de Mèxic era un objectiu important de la guerra. L'Alta Califòrnia i Santa Fe de Nou Mèxic van ser capturats poc després de l'inici de la guerra i l'última resistència no va ser sotmesa fins a gener de 1847, però Mèxic no acceptaria la pèrdua de territori. Per tant, durant 1847 les tropes dels Estats Units van envair el centre de Mèxic i van ocupar la Ciutat de Mèxic, però encara no hi havia govern mexicà disposat a ratificar la transferència dels territoris del nord dels Estats Units. No era segur que es pogués arribar a cap tractat. Hi havia fins i tot entre els demòcrates de l'Est un Moviment Tot Mèxic que proposava la completa annexió de Mèxic, amb l'oposició dels meridionals com John C. Calhoun que volien més territori per als blancs del sud i els seus esclaus negres, però no la gran població del centre de Mèxic.
Eventualment Nicholas Trist va negociar a principia de 1848 el Tractat de Guadalupe Hidalgo que redefinia de forma explícita la frontera entre Mèxic i els Estats Units, després que el president Polk li recordés el fracàs a Mèxic. Encara que Mèxic no cedia obertament cap territori en virtut del tractat la frontera redefinida va tenir l'efecte de la transferència d'Alta Califòrnia i Santa Fe de Nou Mèxic al control dels Estats Units. Igualment important, la nova frontera també va reconèixer la pèrdua de Texas per Mèxic, tant la part oriental del nucli com les demandes occidentals, cap dels quals havia estat reconeguda formalment per Mèxic fins a aquest moment.
El Senat dels Estats Units va aprovar el tractat rebutjant les esmenes de Jefferson Davis per adjuntar també la major part de nord-est de Mèxic i de Daniel Webster de no prendre tan sols l'Alta Califòrnia i Santa Fe de Nou Mèxic. Els Estats Units també pagaren $15.000.000 ($298.310.309 en dòlars de 2005) per la terra i van acordar assumir 3,25 milions $ en deutes als ciutadans dels Estats Units. Encara que tècnicament el territori va ser comprat pels Estats Units el pagament de 15 milions $ van ser simplement crèdit contra l'enorme deute de Mèxic cap als EUA en aquest moment.
La cessió mexicana com ordinàriament entesa (és a dir, excloent les terres reclamades per Texas) va pujar a 1.400.000 kilòmetres quadrats, el 14,9% de l'àrea total dels Estats Units. Si s'inclouen també les controvertides reclamacions occidentals de Texas ascendeixen a un total d'1.900.000 kilòmetres quadrats. Si s'inclou tot Texas (ja que M+exic no havia reconegut l'annexió de Texas), l'àrea total era de 2.400.000 kilòmetres quadrats.
Considant-ho tot inclosa la totalitat de Texas, Mèxic va perdre el 55% del seu territori anterior a 1836 gràcies al Tractat de Guadalupe Hidalgo. Durant els quinze anys transcorreguts entre 1821 (quan es va assegurar la Independència de Mèxic) i la revolució de Texas de 1836, la Cessió Mexicana (excloent Texas) s'havia endut al voltant del 42% del territori nacional de Mèxic; abans d'això havia estat una part de la colònia espanyola de Nova Espanya durant uns tres segles. .
El tractat també va especificar el Riu Grande (Riu Bravo del Norte) com la frontera mexicana a Texas. Anteriorment, part de Texas entre el riu Nuevos i riu Grande havia estat disputada durant tota l'existència de la República de Texas. Els Estats Units ja havien reclamat l'àrea com a part de l'annexió de Texas en 1845.

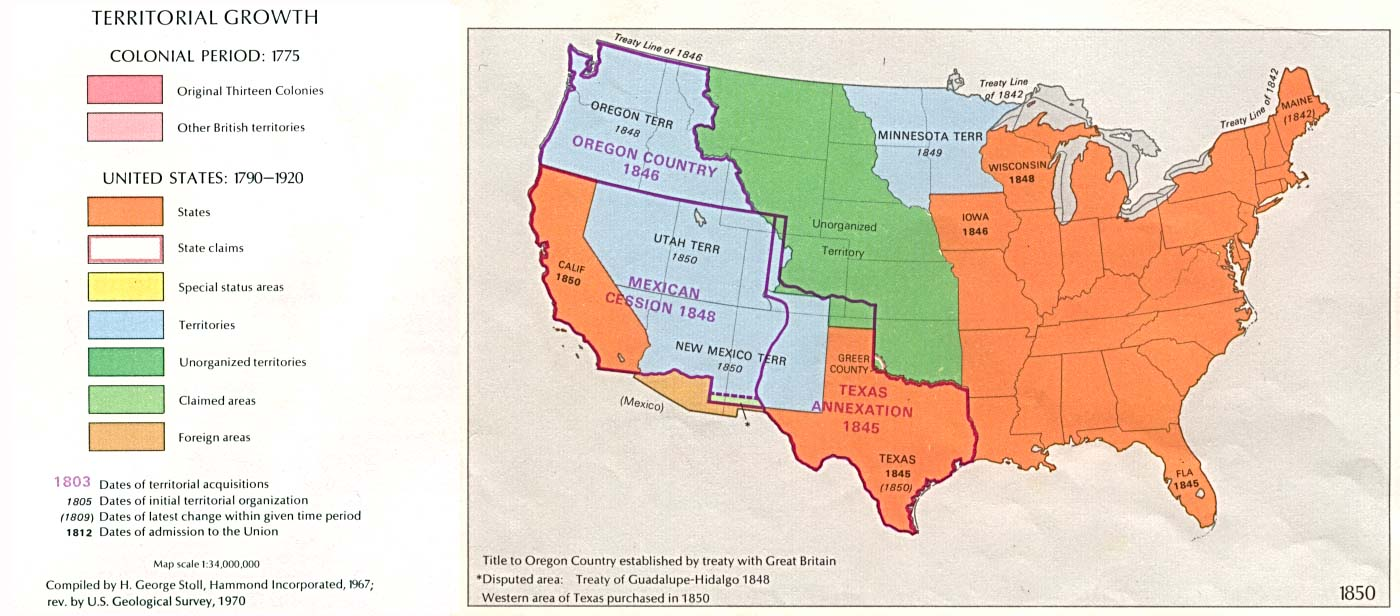
Creixement territorial dels Estats Units

La terra de la Cessió Mexicana va ser una possessió no organitzada dels Estats Units fins que el Congrés va establir, el 9 de setembre de 1850, les següents tres entitats successores:
- amb la part nord-est, es va crear el Territori de Utah, amb l'addició d'alguna terra de l'Annexió de Texas. Aquesta va incloure l'actual estat de Utah, la major part de Nevada, la part de Colorado, i part de Wyoming.
- amb la part del sud-est, es va crear el Territori de Nou Mèxic, amb l'addició d'alguna terra de l'Annexió de Texas. Aquest Nou Mèxic dels nostres dies inclòs, Arizona i una part de Nevada, seria ampliat més tard cap al sud per la Compra de Gadsden de 1853.
- amb la part occidental, es va crear l'estat de Califòrnia.